# Janina Panowicz-Lipska
Janina Kazimiera Panowicz-Lipska (ur. 28 kwietnia 1944, zm. 10 lutego 2022) – polska prawniczka, profesor nauk prawnych, nauczyciel akademicki Uniwersytetu im. Adama Mickiewicza w Poznaniu. Członkini Komisji Kodyfikacyjnej Prawa Cywilnego działającej przy Ministrze Sprawiedliwości.

## Życiorys
Uczennica Zbigniewa Radwańskiego, związana z Katedrą Prawa Cywilnego Wydziału Prawa i Administracji UAM. W 1991 uzyskała stopień doktora habilitowanego nauk prawnych w zakresie prawa, na podstawie dorobku naukowego oraz rozprawy habilitacyjnej zatytułowanej Skutki prawne separacji faktycznej. 27 września 2010 roku otrzymała nominację profesorską z rąk prezydenta RP Bronisława Komorowskiego.
Wykładowczyni prawa rzeczowego, rodzinnego i spadkowego na Uniwersytecie im. Adama Mickiewicza w Poznaniu oraz w Collegium Polonicum w Słubicach – wspólnej placówce UAM i Europejskiego Uniwersytetu Viadrina we Frankfurcie nad Odrą.
Autorka licznych publikacji, w tym monografii oraz podręczników akademickich.
17 lutego 2022 pochowana na Cmentarzu Junikowo w Poznaniu.

## Promotowane przewody doktorskie
- Rozwiązanie umowy przez strony (1999, Agnieszka Pyrzyńska),
- Umowa ubezpieczeniowa (2001, Marcin Orlicki),
- Nabywanie nieruchomości w Polsce przez cudzoziemców (2009, Filip Hartwich),
- Sytuacja prawna poszkodowanego w ubezpieczeniu odpowiedzialności cywilnej (2009, Aleksander Raczyński).

## Wybrane publikacje
- Zawarcie małżeństwa, w: Kodeks rodzinny i opiekuńczy. Wybrane zagadnienia prawne (wydane przez Kancelarię Sejmu, Warszawa 1974)
- Majątkowa ochrona dóbr osobistych (Wyd. Prawnicze, Warszawa 1975)
- Skutki prawne separacji faktycznej (zarys problematyki) (RPEiS, 1977, z. 2)
- Zadośćuczynienie pieniężne za krzywdę w świetle obowiązkowych ubezpieczeń komunikacyjnych, w: Obowiązkowe ubezpieczenia komunikacyjne w PRL, pod red. A. Wąsiewicza (Poznań 1979)
- Przegląd orzecznictwa Sądu Najwyższego w zakresie prawa cywilnego materialnego (za rok 1976) (NP 1979, nr 2 – wraz ze Zbigniewem Radwańskim)
- Przegląd orzecznictwa Sądu Najwyższego w zakresie prawa cywilnego materialnego (za rok 1977) (NP 1979, nr 6 – wraz ze Zbigniewem Radwańskim)
- Zgoda na przysposobienie (RPEiS, 1985, z. 1)
- Przysposobienie (zagadnienia wybrane), w: Rodzina w świetle prawa i polityki społecznej, pod red. T. Smyczyńskiego (Poznań 1990)
- Skutki prawne separacji faktycznej (Wyd. Naukowe UAM, Poznań 1991)
- Przysposobienie dziecka, rozdział IX w: Konwencja o prawach dziecka. Wybrane zagadnienia prawne i socjalne, pod red. T. Smyczyńskiego (wydane przez Polski Komitet UNICEF, Warszawa 1994)
- Zadośćuczynienie pieniężne za krzywdę jako świadczenie z obowiązkowego ubezpieczenia OC (Prawo Asekuracyjne 1995, nr 1)
- Zobowiązania – część szczegółowa (Wyd. C.H. Beck, Warszawa 1996 – podręcznik napisany wraz ze Zbigniewem Radwańskim, ostatnie wydanie w 2008 roku)
- Przysposobienie całkowite po nowelizacji Kodeksu rodzinnego i opiekuńczego w 1995 r., w: Księga pamiątkowa ku czci Profesora Leopolda Stockiego, pod red. M. Bączyka, J. A. Piszczka, E. Radomskiej, M. Wilke (Toruń 1997)
- Poręczenia i gwarancje Skarbu Państwa (Monitor Prawniczy 1998, nr 4)
- Opracowanie projektu ustawy dotyczącej separacji, wraz z uzasadnieniem (w ramach prac Komisji Kodyfikacyjnej Prawa Cywilnego) (Przegląd Legislacyjny 1998, nr 3-4)
- Przysposobienie dziecka, w: Konwencja o prawach dziecka. Analiza i wykładnia, pod red. T. Smyczyńskiego (Wyd. Ars boni et aequi, Poznań 1999)
- Instytucja separacji w polskim prawie rodzinnym (Państwo i Prawo 1999, z. 10)
- Umowa agencyjna (Edukacja Prawnicza 2001, nr 9 – wraz ze Zbigniewem Radwańskim)
- Najem, w: System Prawa Prywatnego, red. naczelny Z. Radwański, rozdział I w t. 8, Prawo zobowiązań – część szczegółowa, pod red. J. Panowicz-Lipskiej (Wyd. C.H.Beck, Instytut Nauk Prawnych PAN, Warszawa 2004)
- Zastrzeżenie wypowiedzenia w umowie zawartej na czas oznaczony (Uwagi na tle art. 673 § 3 k.c.), w: Prawo prywatne czasu przemian. Księga pamiątkowa dedykowana Profesorowi Stanisławowi Sołtysińskiemu, pod red. Aurelii Nowickiej (Wydawnictwo Naukowe UAM, Poznań 2005)
- Przejście praw i obowiązków z umowy ubezpieczenia na nabywcę przedmiotu ubezpieczenia, w: Umowa ubezpieczenia. Aktualne problemy prawne, pod red. A. Kocha (Oficyna wydawnicza „Branta”, Bydgoszcz-Poznań 2005)
- Separacja, w: Studia Prawa Prywatnego (Wyd. C.H.Beck, Warszawa 2007, z. 1)
- Separacja, w: System Prawa Prywatnego, red. naczelny Z. Radwański, rozdział X w t. 11, Prawo rodzinne i opiekuńcze, pod red. T. Smyczyńskiego (Wyd. C.H.Beck, Instytut Nauk Prawnych PAN, Warszawa 2009)